# 新聞記者・鶴巻吾郎
『新聞記者・鶴巻吾郎』（しんぶんきしゃ・つるまきごろう）は、2006年から2010年までテレビ朝日系「土曜ワイド劇場」で放送されたテレビドラマシリーズ。全4回。主演は村上弘明。

## キャスト

### 毎朝新聞立川支局
鶴巻吾郎
演 - 村上弘明
もともとは「本社社会部のホープ」と言われる記者であったが、ある強盗殺人事件の裁判に関する取材を行った際、被告の弟を結果的に自殺に追いやってしまった事に責任を感じ、「自分は社会部の記者として失格」と判断し、半ば望む形で立川支局に移動となった（第1作）。趣味は蝶採集だが、それが高じて大ケガを負ってしまった事がある（第2作）。
河合真美
演 - 床嶋佳子
記者。鶴巻の取材に同行する。
藤原千晶
演 - 河本千明（第3作 - ）
記者。
清水あかね
演 - 菊地美香（第1作）、英玲奈（第2作 - ）
事務員。
森下久作
演 - 伊東四朗
支局長。

### ゲスト
第1作「“幻の女”に抱きつかれて私が犯人に!! 別所温泉・祇園祭の列に連続死の謎が!?」（2006年）
- 山野倫代（義昭の妻） - 筒井真理子
- 大友正博（上田西警察署 刑事） - 団時朗
- 田代静枝（別所温泉「玉屋旅館」仲居） - 大塚良重
- 藤村敏也（上田支局 記者） - 伊東孝明
- 青木康男（美奈子の元夫） - 朝倉伸二
- 山野義則（義昌の孫） - 山田健太
- 塚本加代子（塚本の妻） - 松尾晶代
- 小池美奈子（代官山ブティック経営者） - 水月圭
- 山野義昭（14年前転落死） - 富永研司
- 浜田（警視庁渋谷北警察署 刑事） - 堀勉
- 藤井涼子（上田パッチワーク教室 講師） - 元井須美子
- 記者 - 田村学
- 山野義昌（資産家） - 勝部演之
- 三島ハル（下宿） - 浅利香津代
- 塚本修治（東京地検検事・鶴巻吾郎の旧知） - 羽場裕一

第2作「北陸〜金沢 加賀温泉郷 山中節殺人事件」（2008年）
- 古和田麗子（言語聴覚士・本名「日下楓」） - 高嶺ふぶき
- 石田めぐみ（立川中央総合病院 理学療法士） - 遊井亮子
- 麻生瑞樹（フリーライター・鶴巻吾郎の先輩） - 有川博
- 菊池（伝統工芸「山中漆器」店員） - 不破万作
- 大森孝仁（石川県警 刑事） - 飯田基祐
- 三田村祐一（ジャーナリスト） - 四方堂亘
- 脇田桜（芸者） - 広岡由里子
- 宮澤環（ふぐ料理「宮さわ」女将） - 新海百合子
- 平野和博（立川中央総合病院 事務長） - 森下哲夫
- 和佐野繁（元石川県議会議長） - 井原啓介
- 石川県警 刑事 - 斉藤幸治
- 大池理恵子（金沢大学医学部附属病院 看護師） - 五十嵐舞
- 山中座の客 - 菊池隆志
- 金沢大学医学部附属病院 看護師 - 松尾晶代
- 折原徹郎（投資会社「OTオフィス」代表・国土開発省出身） - 中丸新将（青年時代：田村学）
- 榎本涼子（NPO法人「福祉芸術をサポートする会」職員） - 手塚理美（若き日：沖佳苗）

第3作「天女伝説殺人事件」（2009年）
- 谷田部彩（映画プロデューサー・鶴巻吾郎の元後輩記者） - 久世星佳
- 下坂拓也（IT企業「Tプラスアルファ」社長） - 笠兼三
- 小畑浩二郎（歌舞伎町のホスト） - かなやす慶行
- 藤岡（警視庁立川南警察署 警部） - 永田耕一
- 目黒（警視庁立川南警察署 刑事） - 大和田悠太
- 若松（南三陸警察署 刑事） - 菊池隆志
- 佐々木明子（佐々木助産院 助産婦） - 俵山栄子
- 乾正孝（企画制作部長） - 山崎大輔
- 小畑（浩二郎の父・魚の仲買人） - 野添義弘
- 安岡佐知子（みゆきの後輩） - 遠藤かおり
- 成宮（歌舞伎町のホスト） - 駿河太郎
- 下坂社長の秘書 - 佐藤智美
- 下坂の親戚 - 重松愛子
- 片足の復員兵 - 住吉晃典
- ホテルの従業員 - 八巻博史
- 天女 - 下園愛弓
- 語り部 - 仲松敏子
- 森直哉（映画「福寿草」の原作者） - 藤田宗久（若き日：田村学）
- 本田清子（春海の付き人） - 高林由紀子（若き日：下間志都香）
- 桂木春海（元女優） - 小林綾子
- 土田みゆき（春海に瓜二つの女） - 小林綾子（二役）

第4作「青梅〜磐梯山に徳川埋蔵金を探す…伝説が呼ぶ湯煙り連続殺人!!」（2010年）
- 鷹橋弥生（やよい陶房 陶芸家） - 金子さやか
- かじか（芸者） - 堀まゆみ
- 山本沙耶香（バーテンダー） - 真瀬樹里
- 北田修人（北田の息子で秘書） - 草野とおる
- 松崎正之（福島県警捜査一課 警部） - 飯田基祐
- 小出和生（北田の第一秘書） - 小磯勝弥
- 鷹橋昭弘（弥生の父・3年前死亡） - 成瀬正孝
- 望月卓（警視庁立川西警察署 刑事） - 丹羽貞仁
- 即清寺住職 - 大門伍朗
- 川野照男（こけし工人 助手） - 朝倉伸二
- 出口功（チンピラ） - 二橋進
- 菊池（福島県警捜査一課 刑事） - 菊池隆志
- 福島県警捜査一課 刑事 - 斉藤幸治
- ちとせ（お酒処「路」女将） - 和泉ちぬ
- マリナ（パブ「みつこ」ママ） - 原絵里
- 記者 - 岡野友信、横江泰宣
- 西岡（東日新聞 記者） - 上地慶
- アナウンサー - 下間志都香
- 土湯温泉「観山荘」女将 - 佐藤智美
- 抗争員 - 溝口創太
- チンピラ - 高橋光、末野卓磨
- 吉村剛史（会津新報 記者） - 有薗芳記
- 北田武治（衆議院議員） - 石田太郎
- 陣野原（こけし工人） - 西田健

## スタッフ
- 脚本 - ちゃき克彰（第1作 - 第3作）、波多野都（第3作 - ）
- 音楽 - 石川光、Megumi & Kai
- 監督 - 梶間俊一
- プロデューサー - 稲垣健司（テレビ朝日）、加藤貢（東映）（第1作）、金丸哲也（東映）、横塚孝弘（東映）（第1作）
- 制作 - テレビ朝日、東映

## 放送日程
| 話数 | 放送日         | サブタイトル                                                            | 脚本                | 視聴率 |
| ---- | -------------- | ----------------------------------------------------------------------- | ------------------- | ------ |
| 1    | 2006年08月05日 | “幻の女”に抱きつかれて私が犯人に!! 別所温泉・祇園祭の列に連続死の謎が!? | ちゃき克彰          | 15.3%  |
| 2    | 2008年08月23日 | 北陸〜金沢 加賀温泉郷 山中節殺人事件                                    | ちゃき克彰          | 14.2%  |
| 3    | 2009年08月29日 | 天女伝説殺人事件                                                        | ちゃき克彰 波多野都 | 11.8%  |
| 4    | 2010年11月13日 | 青梅〜磐梯山に徳川埋蔵金を探す…伝説が呼ぶ湯煙り連続殺人!!               | 波多野都            | 10.9%  |

- 視聴率はビデオリサーチ調べ、関東地区・世帯

## 放送局
- テレビ朝日 新作および再放送
- ANN各局 新作および再放送